# トニー・ヴァレント
トニー・ヴァレント（Tony Valente、1984年10月11日 - ）は、フランスのバンド・デシネ作家（漫画家）。

## 経歴
2004年に『ガナハンの4人の王子』で作画・彩色担当としてキャリアをスタート。同シリーズ完結後、初の単独作品『忍びの花』を2007年に発表。この作品を機に、作画に日本の漫画やアニメのスタイルを取り入れるようになる。2013年に『スピード・エンジェルス』での作画作業と並行して企画していた作品『ラディアン』を発表。現在はカナダ・モントリオールで暮らしている。

## 日本の漫画との関わり
インタビューでヴァレントは、鳥山明を通じて日本の漫画を知ったと語っており、同氏の代表作『ドラゴンボール』に関しては「ある意味、僕の仕事の礎となった作品で、今でも一番重要な作品」と称している。また、『ONE PIECE』や『鋼の錬金術師』といった作品を愛好していると公言しており、尊敬する漫画家として村田雄介の名前を挙げている。
この他ヴァレントは『ラディアン』を描き始めた当初、原稿を見た友人から『FAIRY TAIL』に似ていると指摘されたことがあり、読んでみて好きになった一方で「似ているかもという要素を省いた」という。そのうえで直接的な影響は受けていないものの、「いつも『FAIRY TAIL』のことは頭の片隅に置いている」とも語っている。なお、『ラディアン』が『FAIRY TAIL』に似ていると言われたことに関しては好意的に受け止めているようである。

## 作品
- ガナハンの4人の王子（Les 4 princes de Ganahan、ラファエル・ドロメルシュラジェ原作、2004年 - 2007、Delcourt、全4巻）
- 忍びの花（Hana Attori、2008年 - 2010年、Soleil Productions、全3巻）
- スピード・エンジェルス（S.P.E.E.D. Angels、ディディエ・タルクァン原作、ポップ彩色、2012年 - 2013年、Soleil Productions、全2巻）
- ラディアン（Radiant、2013年 - 継続中、Ankama Éditions、既刊18巻）

## 映像化作品
- ラディアン（第1シリーズ：2018年10月 - 2019年2月、第2シリーズ：2019年10月 - 2020年2月、NHK Eテレ）